# ロシアにおける同性愛宣伝禁止法
伝統的家族価値の否定を宣伝する情報から子供を守ることを目的とした『健康と発達を害する情報からの子供の保護に関する連邦法』5条及びロシア連邦の個々の法律行為の改定に関する連邦法（でんとうてきかぞくかちのひていをせんでんするじょうほうからこどもをまもることをもくてきとした『けんこうとはったつをがいするじょうほうからのこどものほごにかんするれんぽうほう』5じょうおよびロシアれんぽうのここのほうりつこういのかいていにかんするれんぽうほう）は、レイティングにかかわる既存の連邦法を改定するロシア連邦の法律。
LGBTは児童性愛を誘発する観点に基づき、この改定により「非伝統的な性的関係」を未成年に宣伝することが禁じられた。
最終的な法案ができるまでの議論から、「非伝統的な性的関係」に「同性間の性的関係（＝同性愛）」が含まれることが確定しており、日本のメディアは同性愛宣伝禁止法（どうせいあいせんでんきんしほう）などと呼称を用いて報道している。
また、ロシアにおける同性愛者（ゲイおよびレズビアン、バイセクシュアル含む）の日常行動まで規制される懸念が指摘されている。
なお、この法律は他の法律を改定するためものであり、対象となる法律の再改定は新たな法律によって行われる。実際の条文や、現在効力があるかどうかは、改定された法律の現在の条文で確認する必要がある。
2022年に改定され、保護対象を未成年から成人にも拡大した。「非伝統的な性的関係のプロパガンダ」のみならず、未成年者に対して性転換を誘発する可能性のあるコンテンツも禁止されている。

## 制定までの経緯
モスクワやサンクトペテルブルクでLGBTコミュニティで発達していたことが知られていたにもかかわらず、政治家の間でゲイの権利への抑え込みが2006年からあった。モスクワ市ではゲイ・パレード開催の許可が盛んに取り下げられ、前市長のユーリ・ラズコフは最初の二つのモスクワ・パレード（モスクワでのゲイ・パレード）への拒絶を支援し、彼らを「悪魔的」だと評し、「この手の啓蒙活動」をロシアで広めていると西側を非難した。公正ロシア所属の議員アレクサンドル・チュエフもゲイの権利に反対し「プロパカンダ」法に似たものの導入を2007年に試みた。LGBTの権利活動家でモスクワ・パレード主催者のニコライ・アレゼエフは、チュエフが公職についている期間に先立って、彼が公の場で同性間の関係に深く関わっているとテレビ番組で明らかにした。
2010年、ゲイ・パレードの拒絶でゲイが差別待遇を受けているというアレゼエフの申し立てに基づいて、欧州人権裁判所はロシアに罰金を科した。暴力のリスクを主張していたにもかかわらず、裁判所はそうしたデモンストレーションを行う団体を支援するため、判決を翻訳した。2012年3月、ロシアはLGBTの選手などを支援するプライドハウスの2014年ソチ冬季オリンピックでの設置を禁止することを決定した。判決文には「ロシア社会の安定を損なう」恐れがあり、「家族の母性と子供の保護の場所での」公共の道徳と方針に反している、とあった。2012年8月、モスクワは、100年間は毎年モスクワ・パレードを開催するというニコライ・アレゼエフの申し立てを、公共の混乱を引き起こしかねないとの理由から拒否する判決を支持した。
未成年の間で「危険な」ものの供給を禁止する法である「健康と発達のために子供を危険な情報から守る」法案が成立した。これはポルノとともに、暴力、非合法活動、薬物乱用、自傷行為を美化するもののような「不安・恐怖・パニックを子供に引き起こしかねない」コンテンツを含む。情報・映像通信ネットワーク（テレビとインターネットを含む）」でのレイティングシステムの義務化、児童ポルノや薬物乱用・自殺を美化するサイトの検閲のためのブラックリストの作成を含んだ、この法の修正案が2012年に制定された。
2013年6月11日にロシア連邦議会の下院である国家院で満場一致で可決され（イリヤ・ポノマリョフのみ棄権）、同26日に上院である連邦院が承認、ウラジーミル・プーチン大統領の署名を経て成立した。成立に至るまでの過程やこれに先立つ地方の立法についてはロシア語版記事を参照のこと。

## 反応

### 批判
同法は、ホモフォビアにもとづいた攻撃の増加と正当化につながると批判された。また、「オリンピック憲章」には様々な形の差別を明白に禁止する語句が含まれているため、法律が2014年にソチで開催された冬季オリンピックに影響する可能性についても懸念され、欧米諸国の首脳は同法に抗議して2014年ソチオリンピックの開会式を欠席した。

### 賛同
ロシア国外の100を超える保守派団体はこの法律の成立を歓迎した。米国の世界家族会議のマネージング・ディレクターであるラリー・ジェイコブスは本法律を「未成年者を彼らの身体的および道徳的健康を損なうライフスタイルから保護する目的とする法律」と評価した。